# Burgstall Wüstenau
Der Burgstall Wüstenau ist eine abgegangene Höhenburg auf dem 515 m ü. NN hohen „Schlossberg“ bei dem heutigen Wohnplatz Wüstenau der Gemeinde Kreßberg im Landkreis Schwäbisch Hall in Baden-Württemberg.
Die vermutlich um 1251 auf dem 1466 genannten „Burgberg“ erbaute Burg war möglicherweise im Besitz von Lehnsleuten (1251–1305) der Grafen von Flügelau. Von der ehemaligen Burganlage sind noch der Burghügel (Erdwerk) und ein Halsgrabenrest erhalten.